# Gerhard Peters (Kunsthistoriker)
Gerhard Peters (* 12. Dezember 1899 in Detmold; † 6. November 1995 ebenda) war ein deutscher Kunsthistoriker und Kulturreferent der Stadt Detmold.

## Leben
Gerhard Peters machte sein Abitur am Gymnasium Leopoldinum in Detmold und besuchte anschließend die Universität Heidelberg und die Universität München, an der er 1924 bei Heinrich Wölfflin promovierte. In den Jahren 1925 bis 1934 arbeitete er in Leipzig beim Verlag Karl Baedeker als kunstgeschichtlicher Sachbearbeiter und Redakteur; insbesondere überarbeitete er den 1929 erschienenen Baedeker-Band Spanien und Portugal. Von 1935 bis 1936 war Peters mit der Inventarisierung der Kunstdenkmäler Niedersachsens und Oberschlesiens betraut. Er habilitierte sich 1944. Nach Krieg und Kriegsgefangenschaft kehrte er 1946 nach Detmold zurück und leitete hier die Volkshochschule (1947–1974), das Lippische Volksbildungswerk (1952–1974) und die Staatliche Büchereistelle Detmold (1954–1964). Von 1961 bis 1970 war Peters Mitglied des Kuratoriums der Kunstsammlung Nordrhein-Westfalen. Als Lehrer war er außer an den von ihm geleiteten Institutionen auch an der Nordwestdeutschen Musikakademie, der Tischlerfachschule Detmold, am Paritätischen Sozialseminar in Detmold sowie an der Fachschule des Möbelhandels in Wöbbel tätig.
Gerhard Peters war ehren- und nebenamtlicher Kulturreferent der Stadt Detmold und Mitbegründer und Referent der Lippischen Gesellschaft für Kunst.

## Auszeichnungen
- 1972: Bundesverdienstkreuz 1. Klasse
- 1977: Kulturpreis des Landesverbandes Lippe

## Veröffentlichungen (Auswahl)
- Gerhard Peters: Das Rastatter Schloß. Müller, Karlsruhe 1925.
- Gerhard Peters (Hrsg.): Deutsche Künstlerbriefe des 19. Jahrhunderts: Briefe, Tagebuchblätter, Bekenntnisse. Maximilian-Verlag, Detmold 1948.
- Gerhard Peters: Das Fürstliche Palais in Detmold – Architektur und Geschichte 1700 bis 1950 (= Sonderveröffentlichungen des Naturwissenschaftlichen und Historischen Vereins für das Land Lippe. Band 34). 1984, ISBN 3-924481-00-8.
- Gerhard Peters, Armin Prinz zur Lippe: Fürstliches Residenzschloss Detmold. 3. Auflage. topp+möller, Detmold 2008, ISBN 978-3-936867-24-4.

Peters verfasste zahlreiche Beiträge in Zeitschriften und Sammelwerken zur Kunst- und Baugeschichte.